# Понте-Сан-Николо
Понте-Сан-Николо (итал. Ponte San Nicolò) — коммуна в Италии, располагается в провинции Падуя области Венеция.
Население составляет 13 178 человек (2008 г.), плотность населения составляет 976 чел./км². Занимает площадь 14 км². Почтовый индекс — 35020. Телефонный код — 049.
Покровителем коммуны почитается святитель Николай Мирликийский, чудотворец, празднование 6 декабря. 

## Демография
Динамика населения:

## Администрация коммуны
- Официальный сайт: http://www.comune.pontesannicolo.pd.it/